# Comune di Bov
Il comune di Bov (in tedesco Bau), fino al 1º gennaio 2007 è stato un comune danese situato nella contea dello Jutland Meridionale, il comune aveva una popolazione di 9 992 abitanti (2005) e una superficie di 148 km².
Capoluogo era la cittadina di Padborg.

## Storia
Fino al 1920 il comune, situato al confine con la Germania, comprendeva Kupfermühle (Kobbermølle), oggi frazione di Harrislee.
Fino alla realizzazione dell'autostrada 7 (E45), Krusau - Kupfermühle era di gran lunga il luogo di passaggio più importante lungo la frontiera. Oggi la gran parte del traffico si dirige, con l'autostrada, verso il confine a Frøslev.
Dal 1º gennaio 2007, con l'entrata in vigore della riforma amministrativa, il comune è stato soppresso e accorpato, insieme ai comuni di Aabenraa, Lundtoft, Rødekro e Tinglev per costituire il riformato comune di Aabenraa.